# Hypositta
Hypositta is een geslacht van zangvogels uit de familie vanga's (Vangidae).

## Soorten
Het geslacht kent de volgende soort:
- Hypositta corallirostris – Boomklevervanga
- Hypositta perdita (alleen bekend als museumexemplaar)